# Gerhard Hofer
Gerhard Hofer (* 11. August 1982) ist ein österreichischer Skispringer, Skisprungtechniker und -trainer.

## Werdegang

### Als Skispringer
Hofer startete von 2000 bis 2003 im Rahmen des Skisprung-Continental-Cups. Dabei erreichte er im Januar 2002 mit den Plätzen zwei und drei in Ishpeming seine besten Resultate. Insgesamt beendete er die Saison 2001/02 auf Rang 26 der Gesamtwertung. Nachdem er in der folgenden Saison 2002/03 nur Rang 204 der Gesamtwertung erreicht hatte, beendete er seine aktive Skisprungkarriere.

### Als Techniker
Hofer arbeitete nach seinem Karriereende 2003 bis 2007 für den Österreichischen Skiverband. Bis den Olympischen Winterspielen 2010 in Vancouver gehörte er zum Team des Schweizer Skiverband Swiss-Ski. Als verantwortlicher Techniker gehörte er dabei zum Betreuerstab des Olympiasiegers Simon Ammann. Nach den Olympischen Spielen verließ er den Schweizer Skiverband und plante einen Rückzug vom Skispringen.
Bereits im März 2010 übernahm er nach Angeboten der Verbände aus Österreich, Finnland und Schweiz den Posten des Cheftechnikers sowie Co-Trainers beim Finnischen Nationalverband, den zuvor Ville Kantee innehatte. Nach nur einem Jahr verließ er die Mannschaft wieder und ging zum Russischen Verband. Nach dem Sommer-Grand-Prix 2013 wurde er entlassen und zog sich für einige Monate nach Australien zurück.
Zur Vierschanzentournee 2013/14 wechselte er zurück ins Schweizer Nationalteam und übernahm dort den Posten seines ehemaligen Nachfolgers Fabian Ammann. Zuvor hatte er bei diesem Turnier das japanische Team als Berater in allen Fragen rund um die neue Wettkampfkleidung unterstützt.